# Dąb burgundzki
Dąb burgundzki (Quercus cerris L.) – gatunek drzewa z rodziny bukowatych (Fagaceae). Pochodzi z południowo-wschodniej Europy i Azji Mniejszej.

## Morfologia

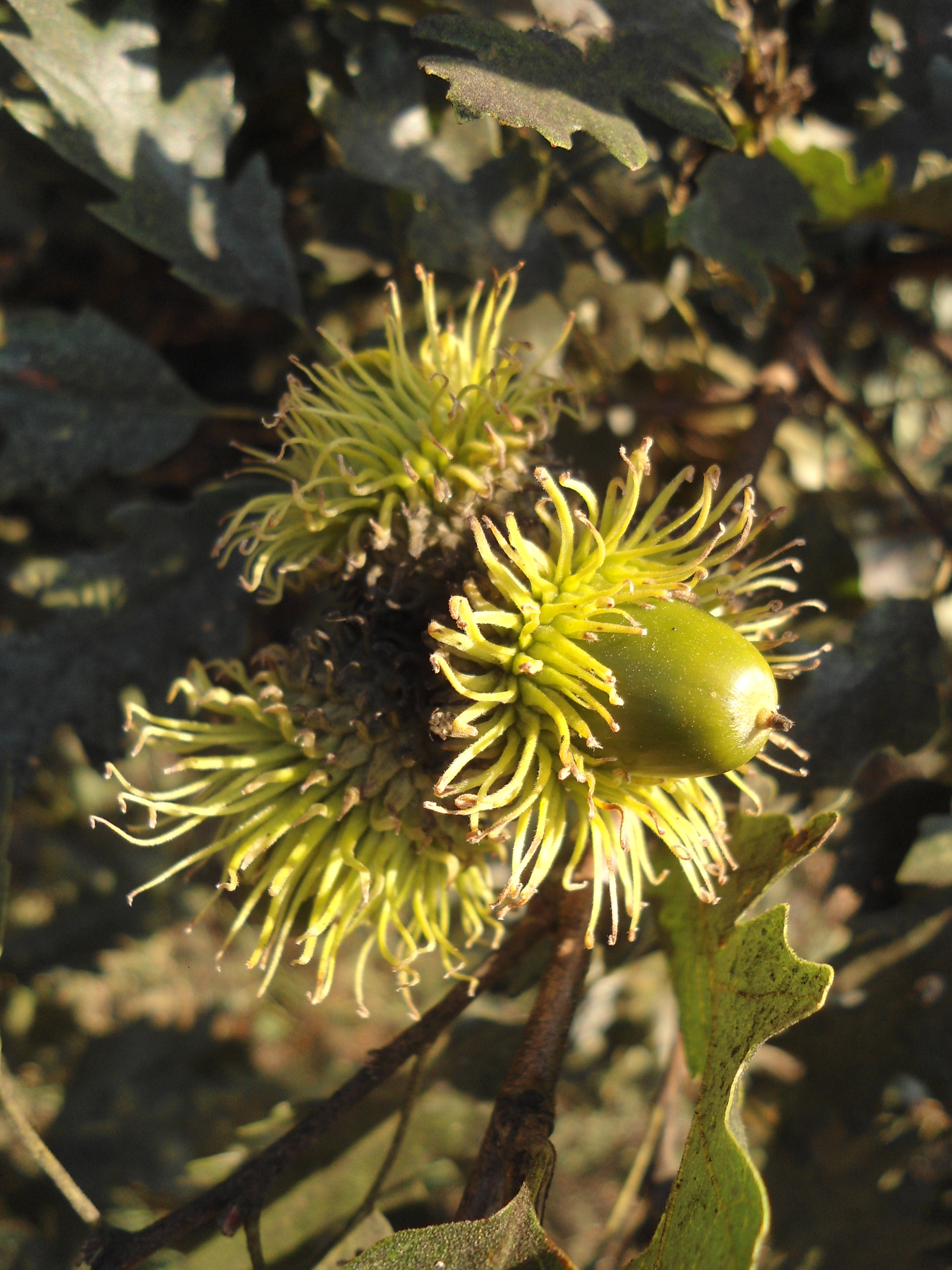
Owoce w okrywach

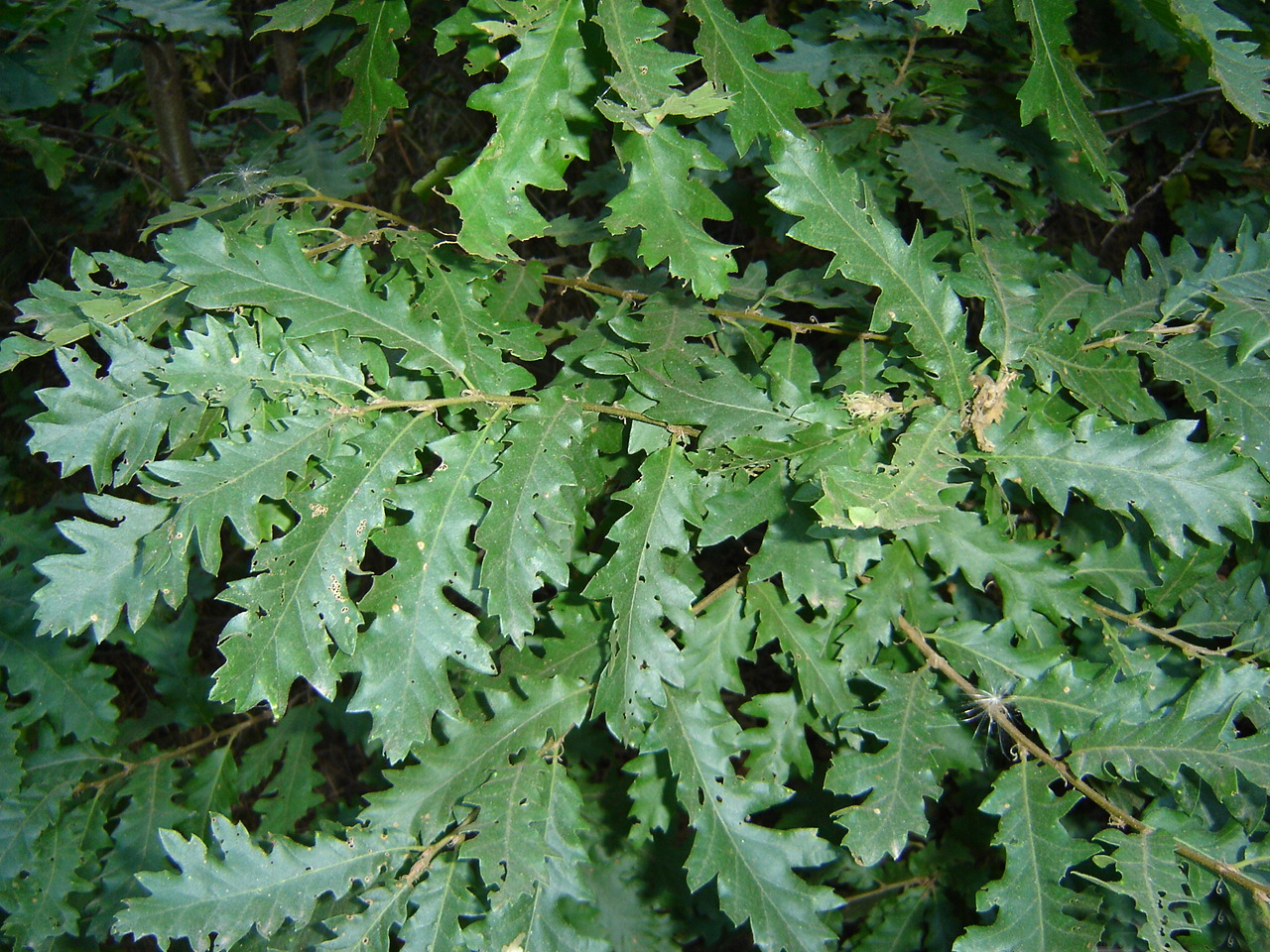
Liście

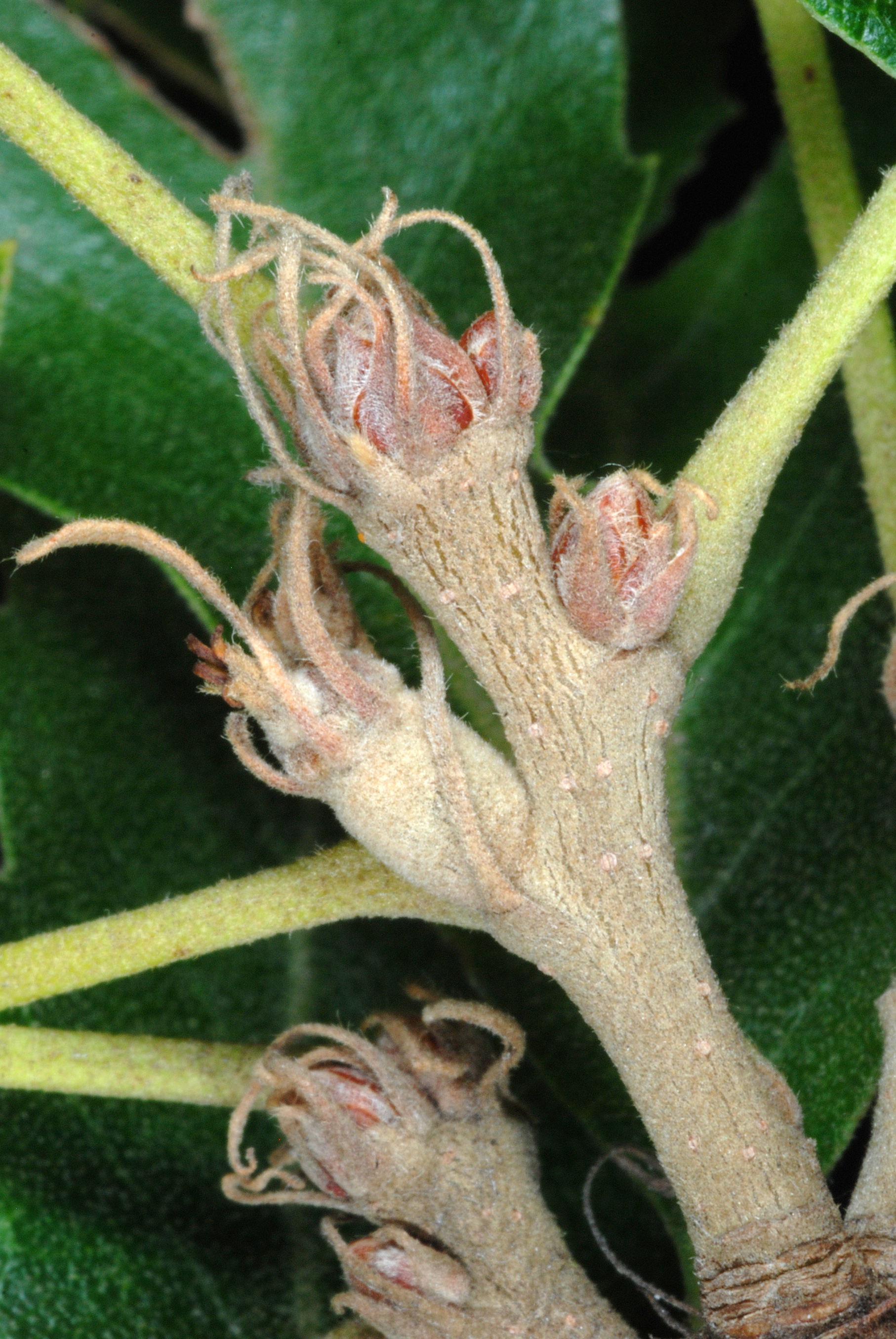
Pąki

PokrójKorona początkowo bardzo luźna i smukła, ze stromo wzniesionymi, cienkimi, dość regularnie ułożonymi konarami, natomiast u starszych drzew silniej sklepiona o kulistym zarysie, z głównymi gałęziami odchodzącymi promieniście w górę. Osiąga 35 m wysokości.
PieńMocny, rośnie prosto, w dolnej części z niezbyt licznymi gałęziami. Kora gruba, szorstka, koloru popielatoszarego, wyraźnie bruzdowana, często odpadająca małymi płytkami.
LiścieDługości 8-11 cm, szerokości około 5 cm. Podłużne, z wrębami, mają ogonki długości 2,5 cm, opadają na zimę. Na obu końcach równomiernie klinowato zwężone, po obu stronach z siedmioma - dziewięcioma niejednakowej wielkości klapami, rozdzielonymi przez ostro zbiegające zatoki. Blaszki liścia zwykle tylko do połowy wcięte. Klapy okrągławe lub delikatnie zaostrzone, z małym ząbkiem na szczycie. Często jednak całkiem tępe. Wierzchnia strona liścia jest ciemnozielona i błyszcząca (młode liście są szorstkie i lekko owłosione). Spodnia jaśniejsza i pokryta miękkim meszkiem, który utrzymuje się przez cały okres wegetacyjny.
KwiatyMęskie w postaci kotków z żółtymi pręcikami, żeńskie na krótkich szypułkach, pojedynczo lub w grupach. Kwitnie wczesną wiosną od kwietnia do maja.
OwoceŻołędzie dojrzewają dopiero w drugim roku. Owalne, 2,5 cm długości, brązowe osadzone w zdrewniałej miseczce pokrytej włosowatymi łuskami.

## Biologia i ekologia
Rośnie w miejscach o łagodnym, śródziemnomorskim klimacie, występuje przeważnie do 800 m n.p.m., w południowej części zasięgu do 1500 m n.p.m. Rośnie na glebach obojętnych lub lekko kwaśnych. Czasami bywa sadzony w parkach i ogrodach, niekiedy dziczeje.

## Zastosowanie
- Drewno dębu burgundzkiego jest dość mocne i twarde. Pod względem jakości odpowiada ono drewnu większości innych dębów i jest stosowane w produkcji mebli[5].

## Obecność w kulturze i sztuce
Niewielki okaz dębu burgundzkiego występuje w tle malarskim sceny "Spotkanie Joachima z Anną" w ołtarzu Wita Stwosza w Kościele Mariackim w Krakowie.